# Parasyrisca narynica
Parasyrisca narynica Ovtsharenko, Platnick & Marusik, 1995 è un ragno appartenente alla famiglia Gnaphosidae.

## Etimologia
Il nome della specie è in riferimento alla catena montuosa kirghisa dei Monti Narynskii, nel cui territorio sono stati rinvenuti gli esemplari; in aggiunta il suffisso -ica che, a detta del descrittore, è un'arbitraria combinazione di lettere.

## Caratteristiche
L'olotipo maschile rinvenuto ha lunghezza totale è di 10,50mm; la lunghezza del cefalotorace è di 4,35mm; e la larghezza è di 3,45mm.

## Distribuzione
La specie è stata reperita nella Russia caucasica: l'olotipo maschile e l'allotipo femminile sono stati rinvenuti nei pressi del fiume Irisu, nella catena montuosa dei Monti Narynskii, appartenente alla repubblica del Kirghizistan.

## Tassonomia
Al 2015 non sono note sottospecie e dal 2010 non sono stati esaminati nuovi esemplari.